# Patricia Mazuy
Patricia Mazuy est une réalisatrice et scénariste française, née en 1960 à Dijon.

## Biographie

### Débuts
Patricia Mazuy naît à Dijon en 1960. Ses parents sont boulangers et ses grands-parents agriculteurs en Bresse.
Elle fait à Dijon ses études secondaires (lycée Carnot, Bac C avec mention bien). Après une année préparatoire  au lycée Henri-IV, elle commence des études commerciales à HEC, où elle s'occupe en fait surtout du ciné-club. En 1982, lors d'un séjour aux États-Unis, elle rencontre Agnès Varda (en tournage de Murs Murs et Documenteur). Patricia Mazuy décide d'abandonner HEC et de se consacrer définitivement au cinéma. Elle s'est liée d'amitié avec l'actrice Laure Duthilleul, qu'elle fait venir à Los Angeles pour tourner un court métrage (Colin Maillard) qu'elle monte avec l'aide de Sabine Mamou et d'Agnès Varda
En 1984, elle réalise un autre court métrage La Boiteuse  avec Laure Duthilleul et Bernard Lubat. Sabine Mamou lui permet ensuite de commencer une carrière de monteuse puisqu'elle est sa stagiaire sur Une chambre en ville de Jacques Demy et son assistante sur Le Mur de Yılmaz Güney. Elle devient ensuite monteuse pour Agnès Varda (Sans toit ni loi, avec Sandrine Bonnaire) puis réalisatrice.

### Premier long métrage au cinéma et téléfilms
Dès son premier long métrage, Peaux de vaches, sorti en 1989 elle montre, selon le journal Le Monde « une puissance de mise en scène remarquable. » et offre à Sandrine Bonnaire un de ses meilleurs rôles. Le film est sélectionné à Un certain regard au Festival de Cannes 1989, il obtient le prix du public au Festival Premiers Plans d'Angers en 1989 et est nommé pour le César de la Meilleure première œuvre en 1990 (15e cérémonie des César).
Après ce film, elle ne souhaite pas réaliser un film intimiste et s'engage dans l'écriture d'un scénario intitulé Voleurs ! avec Yves Thomas. Il s'agit d'un film ambitieux qu'elle ne trouve pas moyen de faire financer.
Elle tourne ensuite pour le petit écran des épisodes pour les séries américaines The Hitchhicker (Le Voyageur) et Scene of the Crime. Elle estime que ces réalisations n'ont pas vraiment d'intérêt « sur le fond » mais cette expérience lui permet de s'entraîner à travailler rapidement et en anglais. À la suite d'une commande d'Antenne 2 et du Ministère de l'Agriculture elle réalise un documentaire de vulgarisation scientifique sur les bovins et les manipulations génétiques : Des taureaux et des vaches. Elle se met alors à aimer la campagne, ce qui n'était pas le cas auparavant, ainsi que les vaches.
En 1994, Patricia Mazuy réalise Travolta et moi, un des meilleurs téléfilms de la série d'Arte Tous les garçons et les filles de leur âge. Contactée dès 1991, elle est la première des neuf cinéastes de cette série à réaliser son film. Faisant jouer des adolescents dont certains ne sont pas professionnels, elle fait montre de nouveau dans ce film de ses qualités de directrice d'acteurs. Travolta et moi est sélectionné au Festival de Locarno où il obtient un Léopard de bronze.
Elle développe pendant un temps un projet de film policier, The Big Green, écrit par Simon Reggiani et initié par Philippe Carcassonne avec l'acteur Elliott Gould qu'elle a dirigé dans la série Le Voyageur. Le film devait se tourner au Mexique et à Las Vegas mais n'a pas été mené à bien.
En 1999, elle fait tourner Emmanuelle Devos et le judoka David Douillet dans un téléfilm réalisé pour France 2. La Finale (scénario de Simon Reggiani) a pour cadre une HLM au moment de la Coupe du monde de football.

### Retour au cinéma

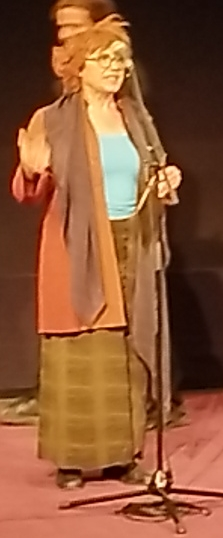
Patricia Mazuy lors de l'avant-première de Bowling Saturne à la Cinémathèque française en octobre 2022.

Ce n'est qu'en 2000, que son deuxième long-métrage de cinéma, Saint-Cyr, sort sur les écrans. C'est le producteur Denis Freyd qui lui a proposé de réaliser ce film, alors qu'elle était encore dans la préparation de Travolta et moi. Elle a tout d'abord pensé qu'il s'agissait d'un film sur l'école spéciale militaire de Saint-Cyr alors que c'est en fait une adaptation libre du roman d’Yves Dangerfield, La Maison d’Esther : le film raconte l'histoire de l'école destinée aux jeunes filles de la noblesse pauvre par Mme de Maintenon, épouse secrète (m. 1683) de Louis XIV (incarnée par Isabelle Huppert). Patricia Mazuy parle de ce film comme d'un « Full Metal Jacket en jupons ». Il est sélectionné au Festival de Cannes dans la section Un Certain regard en 2000, et récompensé par le prix Jean-Vigo.
En 2004, Patricia Mazuy réalise avec son compagnon Simon Reggiani, Basse Normandie. Il s'agit d'un film qui a pour point de départ Les Carnets du sous-sol de Dostoïevski pour parler de la génération sacrifiée punk dont a fait partie Simon Reggiani, mêlant documentaire et fiction et parlant aussi de leur amour des chevaux.
Au printemps 2011, elle achève enfin le film Sport de filles avec Marina Hands, Bruno Ganz et Josiane Balasko. Marina Hands, qui a porté le projet pendant plusieurs années, incarne une jeune femme venue d'un milieu paysan, dont le rêve de devenir cavalière se heurte aux enjeux financiers et aux intérêts personnels du monde équestre. Le film est projeté sur la Piazza Grande au Festival de Locarno le 11 août 2011.
Patricia Mazuy est aussi scénariste. Elle écrit d'abord avec Yves Thomas (Peaux de vaches, Saint Cyr), puis avec son ex-compagnon Simon Reggiani (Basse Normandie, Sport de filles). En 2010, elle signe avec François Bégaudeau une proposition de film d'après la nouvelle Et Dormir… qu'il a écrite autour du personnage de Béatrice Merkel.
Elle termine en 2015, un projet de scénario écrit avec Yves Thomas et François Bégaudeau, intitulé provisoirement Touche pas aux Soviets dont l'action se passe à Moscou en 1928 ; le projet reste inachevé.
À la fin du printemps 2015, elle joue Patricia, la mère d'Aurore dans le film d'Émilie Deleuze (sorti en janvier 2017), Jamais contente, adapté du roman de Marie Desplechin, avec Philippe Duquesne, Pauline Acquart et Alex Lutz notamment. Elle tourne aussi avec Pierre Léon dans Deux Rémi, deux où elle interprète le rôle de Pierrette Murat.
Elle tourne dans le Var, à partir du 8 février 2017, Paul Sanchez est revenu !, avec Zita Hanrot, Laurent Lafitte, Idir Chender, Philippe Girard, Anthony Paliotti et Achille Reggiani, film dont elle a écrit le scénario avec Yves Thomas. Le film sort le 18 juillet 2018.
En 2019, elle est marraine de l'aide à la création de la Fondation Gan pour le cinéma.
Elle participe à la restauration et à la numérisation de Peaux de vaches, son premier film, ressorti en salle le 25 août 2021.
En octobre 2022, la Cinémathèque française propose une rétrospective de son œuvre.
Elle tourne au début de l'année 2021, un « thriller féroce sur fond politique » intitulé Bowling Saturne dans le pays d'Auge (Deauville), à Lisieux et à Caen (Normandie), avec, dans les rôles principaux, Arieh Worthalter, et Achille Reggiani, son fils. Le film est présenté au Festival de Locarno et sort le 26 octobre 2022 en France.

### Projets
En juillet 2022, la chaîne ARTE annonce qu'elle coproduira le prochain film de Patricia Mazuy.
Elle prépare un autre long métrage sur fond de guerre d'Algérie, provisoirement intitulé Gaby, où elle retrouverait Laurent Lafitte dans le rôle principal.

## Filmographie

### Cinéma
- 1979 : La Scarpa (court métrage)[25]
- 1980 : Dead Cats (court métrage)[26]
- 1981 : Colin-maillard (court métrage)[27]
- 1984 : La Boiteuse (court métrage)
- 1989 : Peaux de vaches
- 1992 : Des taureaux et des vaches (moyen métrage documentaire)
- 2000 : Saint-Cyr
- 2004 : Basse Normandie (coréalisateur : Simon Reggiani)
- 2011 : Sport de filles
- 2018 : Paul Sanchez est revenu !
- 2022 : Bowling Saturne
- 2024 : La Prisonnière de Bordeaux

### Télévision
- 1991 : Le Voyageur (The Hitchhiker)
- 1994 : Travolta et moi
- 1999 : La Finale

## Distinctions
- 1987 : Prix de l'Aide à la Création de la Fondation Gan pour le Cinéma pour Peaux de vaches
- 1989 : Prix du public au Festival Premiers Plans d'Angers pour Peaux de vaches
- 1993 : Léopard de bronze pour Travolta et moi au Festival international du film de Locarno, film de la série d'Arte Tous les garçons et les filles de leur âge[11]
- 2000 : Festival de Cannes, Prix de la jeunesse, dans la catégorie film français, pour Saint Cyr
- 2000 : Prix Jean Vigo du long métrage pour Saint Cyr